# Port lotniczy Waterford
Port lotniczy Waterford (IATA: WAT, ICAO: EIWF) – port lotniczy położony w pobliżu Waterford i Wexford, w Irlandii.

## Linie lotnicze i połączenia
Od września 2022r. lotnisko Waterford nie obsługuje regularnych komercyjnych lotów pasażerskich.